# Національний промисловий портал
Національний промисловий портал  —  інформаційний портал про розвиток української промисловості, її досягнення та перемоги. Джерело аналітичної інформації, мета якої — допомогти людям зробити висновки у роботі промисловості та інших галузей України. Охоплює всі галузі промисловості України.
На сайті доступні наступні розділи для читачів: Інфраструктура, АПК, енергетика, бізнес, машинобудування, ВПК, ринок, будівництво, інвестиції, гроші та фінанси, логістика, екологія, авіабудування, економіка, металургія, суднобудування, харчова промисловість, наука України, винаходи, медична промисловість, стартапи, легка промисловість, ракетно-космічна галузь, хімічна промисловість.[джерело?]
Також присутні спецпроєкти: Відновлення автошляхів, Зроблено в Україні, Нова Армія, розбудова інфраструктури.[джерело?]

## Історія
Національний Промисловий Портал починає свою історію з 2012 року під назвою Україна Промислова у соціальній мережі Вконтакті, після подій 2014 року проєкт набирає популярності у зв'язку з соціальним становищем в країні. У 2016 році була створена нова назва «Національний Промисловий Портал» та новий логотип. Також створені філіали в соціальних мережах, таких як Facebook, Telegram, Instagram[джерело?]. 
Вже у 2017 році було власними силами створено сайт проєкту, який став основним місцем публікації новин про розвиток країни. Наприкінці 2017 року автори проєкту закрили філіал в соціальній мережі Вконтакті, в знак підтримки закону про санкції.[неавторитетне джерело]
Національний промисловий портал створив інтерактивну карту підприємств, відкритих в Україні загалом з 2015 року. Розробники інтерактивної карти пропонують усім охочим долучитися до її наповнення.
|  | Підприємства можуть додавати люди, але модеруємо ми. Ми дивимося, чи підходить це підприємство нам, і після цього вносимо його на карту. |

Також задля актуалізації інформації діє тематична спільнота у соціальній мережі Фейсбук.
Із березня 2024 року сайт став недоступним для відвідувачів, хоча фейсбук сторінка досі активна.

## Цікаві факти
Від 18 червня 2017 року портал запровадив підтримку Української Вікіпедії. У своїх матеріалах він подає посилання на відповідні довідкові матеріали.[неавторитетне джерело]
Сайт Національний промисловий портал, який чи не єдиний в Україні систематизує всі новини по нових підприємствах, знаходиться в санкційних списках Роскомнагляду і заблокований на території Росії.[неавторитетне джерело]
На сайті присутня карта індустріальних парків України[неавторитетне джерело] та карта зарядок для електромобілів[неавторитетне джерело].